# Saski Baskonia 2011-2012
Questa voce raccoglie le informazioni riguardanti il Saski Baskonia nelle competizioni ufficiali della stagione 2011-2012.

## Stagione
La stagione 2011-2012 del Saski Baskonia è la 39ª nel massimo campionato spagnolo di pallacanestro, la Liga ACB.

## Roster
Aggiornato al 14 luglio 2021.
| Caja Laboral 2011-12 | Caja Laboral 2011-12 |
| Giocatori            | Staff tecnico        |
| -------------------- | -------------------- |

| N. | Naz.                                       | Ruolo | Nome                  | Anno | Alt.   | Peso   |  |
| -- | ------------------------------------------ | ----- | --------------------- | ---- | ------ | ------ |  |
| 4  | Spagna (bandiera)                          | G     | Pau Ribas             | 1987 | 194 cm | 90 kg  |  |
| 5  | Argentina (bandiera) · Italia (bandiera)   | P     | Pablo Prigioni        | 1977 | 190 cm | 86 kg  |  |
| 7  | Regno Unito (bandiera) · Spagna (bandiera) | PG    | Devon van Oostrum     | 1993 | 193 cm | 84 kg  |  |
| 9  | Stati Uniti (bandiera)                     | AC    | Joey Dorsey           | 1983 | 205 cm | 120 kg |  |
| 11 | Montenegro (bandiera)                      | AC    | Milko Bjelica         | 1984 | 207 cm | 102 kg |  |
| 13 | Francia (bandiera)                         | C     | Kevin Séraphin        | 1989 | 208 cm | 120 kg |  |
| 15 | Serbia (bandiera)                          | C     | Dejan Musli           | 1991 | 213 cm | 102 kg |  |
| 19 | Spagna (bandiera)                          | AP    | Fernando San Emeterio | 1984 | 199 cm | 100 kg |  |
| 21 | Slovenia (bandiera)                        | P     | Goran Dragić          | 1986 | 191 cm | 86 kg  |  |
| 21 | Montenegro (bandiera)                      | C     | Vladimir Golubović    | 1986 | 212 cm | 115 kg |  |
| 22 | Francia (bandiera)                         | PG    | Thomas Heurtel        | 1989 | 189 cm | 85 kg  |  |
| 24 | Stati Uniti (bandiera) · Spagna (bandiera) | G     | Brad Oleson           | 1983 | 191 cm | 88 kg  |  |
| 30 | Polonia (bandiera) · Spagna (bandiera)     | C     | Maciej Lampe          | 1985 | 211 cm | 125 kg |  |
| 33 | Bosnia ed Erzegovina (bandiera)            | AG    | Mirza Teletović (C)   | 1985 | 206 cm | 111 kg |  |
| 42 | Spagna (bandiera)                          | AC    | Unai Calbarro         | 1989 | 205 cm |        |  |
| 44 | Serbia (bandiera)                          | AG    | Nemanja Bjelica       | 1988 | 208 cm | 106 kg |  |
| 55 | Stati Uniti (bandiera)                     | AP    | Reggie Williams       | 1986 | 198 cm | 95 kg  |  |
| 55 | Stati Uniti (bandiera)                     | AP    | Matt Walsh            | 1982 | 198 cm | 93 kg  |  |
| 55 | Argentina (bandiera) · Italia (bandiera)   | AP    | Andrés Nocioni        | 1979 | 203 cm | 102 kg |  |
| -  | Spagna (bandiera)                          | A     | Carlos Martínez       | 1996 | 200 cm |        |  |

| Allenatore                                                                           |
| - Duško Ivanović                                                                     |
| Assistente/i                                                                         |
| - David Gil - Antonio Martorell Legenda - (C) Capitano - (IN) Inattivo - Infortunato |

## Mercato

### Sessione estiva
| Acquisti | Acquisti          | Acquisti           | Acquisti      | Acquisti |
| R.a      | Nome              | da                 | Modalità      |          |
| -------- | ----------------- | ------------------ | ------------- | -------- |
| P        | Pablo Prigioni    | Real Madrid        | definitivo    |          |
| C        | Maciej Lampe      | UNICS Kazan'       | definitivo    |          |
| AC       | Milko Bjelica     | Lietuvos rytas     | definitivo    |          |
| AP       | Reggie Williams   | G.S. Warriors      | definitivo    |          |
| C        | Kevin Séraphin    | Wash. Wizards      | definitivo    |          |
| PG       | Thomas Heurtel    | Alicante           | definitivo    |          |
| AC       | Joey Dorsey       | Toronto Raptors    | definitivo    |          |
| C        | Unai Calbarro     | Santurtzi          | definitivo    |          |
| PG       | Devon van Oostrum | Fundación Baskonia | fine prestito |          |
| PG       | Matías Nocedal    | Jesi Academy       | fine prestito |          |

| Cessioni | Cessioni            | Cessioni             | Cessioni       | Cessioni |
| R.       | Nome                | a                    | Modalità       |          |
| -------- | ------------------- | -------------------- | -------------- | -------- |
| P        | Marcelinho Huertas  | Barcellona           | rescissione    |          |
| C        | Dejan Musli         | Fuenlabrada          | prestito       |          |
| C        | Stanko Barać        | Anadolu Efes         | rescissione    |          |
| PG       | Milt Palacio        | Obradoiro            | fine contratto |          |
| G        | David Logan         | Panathīnaïkos        | fine contratto |          |
| C        | Pape Sow            | Joventut Badalona    | fine contratto |          |
| C        | Esteban Batista     | Anadolu Efes         | fine contratto |          |
| PG       | Devon van Oostrum   | Tarragona            | prestito       |          |
| G        | Ander García        | Araberri             | fine contratto |          |
| AC       | Vladimir Dragičević | Sptk. S. Pietroburgo | fine contratto |          |
| PG       | Matías Nocedal      | Boca Juniors         | fine contratto |          |

### Dopo l'inizio della stagione
| Acquisti | Acquisti           | Acquisti           | Acquisti         | Acquisti      |
| R.       | Nome               | da                 | Data             | Modalità      |
| -------- | ------------------ | ------------------ | ---------------- | ------------- |
| C        | Dejan Musli        | Fuenlabrada        | novembre 2011    | fine prestito |
| P        | Goran Dragić       | Houston Rockets    | 21 novembre 2011 | definitivo    |
| C        | Vladimir Golubović | Azov. Mariupol'    | 4 dicembre 2011  | definitivo    |
| AP       | Matt Walsh         | Murcia             | 6 gennaio 2012   | definitivo    |
| AP       | Andrés Nocioni     | Philadelphia 76ers | 20 marzo 2012    | definitivo    |
| PG       | Devon van Oostrum  | Tarragona          | 11 maggio 2012   | fine prestito |

| Cessioni | Cessioni           | Cessioni          | Cessioni         | Cessioni       |
| R.       | Nome               | a                 | Data             | Modalità       |
| -------- | ------------------ | ----------------- | ---------------- | -------------- |
| AP       | Reggie Williams    | Charlotte Bobcats | 30 novembre 2011 | fine contratto |
| C        | Kevin Séraphin     | Wash. Wizards     | 7 dicembre 2011  | fine contratto |
| P        | Goran Dragić       | Houston Rockets   | 8 dicembre 2011  | fine contratto |
| AC       | Joey Dorsey        | Olympiakos        | 10 gennaio 2012  | rescissione    |
| C        | Dejan Musli        | Mega Vizura       | febbraio 2012    | prestito       |
| AP       | Matt Walsh         | Azov. Mariupol'   | 6 febbraio 2012  | fine contratto |
| C        | Vladimir Golubović | Free agent        | 20 febbraio 2012 | rescissione    |